# جان موشوئو
جان موشوئو (انگلیسی: John Moshoeu; ۱۸ دسامبر ۱۹۶۵ – ۲۱ آوریل ۲۰۱۵) بازیکن و مربی فوتبال اهل آفریقای جنوبی بود.
از باشگاه‌هایی که در آن بازی کرده‌است می‌توان به باشگاه ورزشی کوکائلی اسپور، باشگاه فوتبال بورسااسپور، باشگاه فوتبال کایزر چیفس، باشگاه فوتبال فنرباغچه، باشگاه ورزشی گنچلربیرلیغی، و باشگاه فوتبال آمازولو اشاره کرد.
وی همچنین در تیم ملی فوتبال آفریقای جنوبی بازی کرده‌است.